# Якоб Емануель Ланге
Якоб Емануель Ланге (дан. Jakob Emanuel Lange; 2 квітня 1864—27 грудня 1941) — данський міколог, ботанік та політик.

## Біографія
Якоб Емануель Ланге народився 2 квітня 1864 року у Фленсбурзі у південній частині Данії. Навчався в Данському сільськогосподарському коледжі. У 1888 році отримав ступінь бакалавра, згодом протягом близько тридцяти років викладав ботаніку і економіку в Коледжі.
Ланге видав декілька книг з ботаніки та хімії. У 1914 році він видав свою першу наукову публікацію з мікології. У ній він запропонував систему класифікації роду Mycena, орієнтуючись головним чином на форму цистид. До монографії міцен Робера Кюнера у 1938 році ця робота була єдиною монографією роду.
У 1917 році його було призначено директором Фермерської школи в Оденсе. Також він був активним політиком, деякий час очолював Данську ліберал-радикальну партію.
Ланге написав книгу для дітей, присвячену диким квітам, видану в кількості майже 200 тисяч примірників. Серед наукових праць важливо відзначити публікації, що описують види печериць, лепіот та псатирелл. Ланге орієнтувався на систему класифікації Еліаса Фриса і виділив дуже невелику кількість нових родів. Він тричі відвідував США — в 1927, 1932 та 1939 роках. Основна робота Ланге,  Flora agaricina danica , що складається з п'яти томів з барвистими ілюстраціями грибів, була написана й видана з 1935 до 1940 року. Через декілька місяців після закінчення цієї роботи Ланге важко захворів, 27 грудня 1941 року він помер.

## Окремі наукові праці
- Lange, J.E. (1914–1938). Studies in the agarics of Denmark, I–XII. Dansk Botanisk Arkiv 1—12.
- Lange, J.E. (1935–1936). Flora agaricina danica I. 90 pp.
- Lange, J.E. (1937). Flora agaricina danica II. 105 pp.
- Lange, J.E. (1938). Flora agaricina danica III. 96 pp.
- Lange, J.E. (1939). Flora agaricina danica IV. 119 pp.
- Lange, J.E. (1940). Flora agaricina danica V. 120 pp.
- Lange, J.E.; Lange, M.; Moser, M. (1964). 600 Pilze in Farben. 242 pp., 8 text fig., 600 col fig. Germany, München; Switzerland, Basle; Austria, Wien; B.L.V. Verlagsges.

## Деякі види грибів, названі на честь Я. Ланге
- Cortinarius jacobi-langei Bidaud, 2008
- Cortinarius langei Rob.Henry, 1985
- Entoloma langei Noordel. & T.Borgen, 1984
- Inocybe langei R.Heim, 1931
- Psalliota langei F.H.Møller, 1950 [syn.  Agaricus langei (F.H.Møller) F.H.Møller, 1952]
- Russula langei Bon, 1970